# RUS Sartoise
RUS Sartoise is een Belgische voetbalclub uit Sart. De club is aangesloten bij de KBVB met stamnummer 2754 en heeft groen en wit als kleuren. Hoewel Sart in de provincie Luik ligt, speelt de club in de Luxemburgse reeksen.

## Geschiedenis
In 1928 ontstond met Société Sportive Sartoise al een sportclub in Sart en werd gevoetbald op een terrein achter de kerk. Men speelde in paars-witte kleuren. In 1935 verdween de club om financiële redenen.
In 1936 werd door spelers uit Joubiéval een nieuwe club opgericht. De club werd Union Sportive Sartoise genoemd en ging in groen-witte kleuren spelen. Na een tijd vriendschappelijk te hebben gespeeld sloot men zich in 1938 aan bij de Belgische Voetbalbond. Men kreeg er stamnummer 2754 toegekend en ging spelen in de Luikse provinciale reeksen.
In 1942 organiseerde de uitgever van het stripweekblad Spirou een voetbaltoernooi voor min-16-jarigen. US Sartoise won en sindsdien behield de club in zijn logo de afbeelding van een eekhoorn ("spirou").
In 1949 won men voor het eerst een officieel kampioenschap en promoveerde men van de Luikse Derde naar Tweede Provinciale. Na een geschil met de eigenaar van het voetbalterrein in 1965 ging men spelen op het huidige terrein, dat door de gemeente werd ingericht en dat de club in erfpacht kreeg. In 1977 werd Fernand Brasseur voorzitter. De club noemde haar stadion later naar hem.
In 1981 diende US Sartoise een verzoek in om te mogen aantreden in de provinciale reeksen van het nabijgelegen Luxemburg. Het verzoek werd ingewilligd en vanaf 1981/82 trad de club aan in de Luxemburgse Derde Provinciale. Men kende er na dat eerste seizoen meteen succes en in 1982 promoveerde men zo naar Tweede Provinciale. Daar ging men verder op het elan, werd opnieuw kampioen en stootte zo in 1983 door naar Eerste Provinciale. Halverwege de jaren 80 werd de club koninklijk en de naam werd RUS Sartoise.
Na enkele seizoenen op het hoogste provinciale niveau zakte de club weer. RUS Sartoise bleef de volgende seizoenen in de hoogste provinciale reeksen spelen, waaronder verscheidene seizoen in Eerste Provinciale.
In 2001 werd RUS Sartoise tweede in Eerste Provinciale, mocht naar de provinciale eindronde, maar verloor daar. Ook het jaar nadien dwong men een plaats af in de eindronde, maar zonder succes. Enkele jaren later zakte men nogmaals naar Tweede Provinciale.
In 2010 werd RUS Sartoise kampioen in Tweede Provinciale en promoveerde weer naar Eerste Provinciale. In 2012 werd men er derde en kon men weer aan de provinciale eindronde deelnemen. Die wist men te winnen, maar in de daaropvolgende interprovinciale eindronde verloor men van het Henegouwse Union Saint-Ghislain Tertre-Hautrage.

## Resultaten
| 2009/10 |    |    |      |      |      |     | 1    |       | Tweede Prov. Lux. C                                      | 75                                                       |                                                                 |  |  |
| 2010/11 |    |    |      |      |      | 10  |      |       | Eerste prov. Lux                                         | 37                                                       |                                                                 |  |  |
| 2011/12 |    |    |      |      |      | 3   |      |       | Eerste prov. Lux                                         | 57                                                       |                                                                 |  |  |
| 2012/13 |    |    |      |      |      | 12  |      |       | Eerste prov. Lux                                         | 40                                                       |                                                                 |  |  |
| 2013/14 |    |    |      |      |      | 13  |      |       | Eerste prov. Lux                                         | 32                                                       |                                                                 |  |  |
| 2014/15 |    |    |      |      |      |     | 4    |       | Tweede Prov. Lux. C                                      | 48                                                       |                                                                 |  |  |
| 2015/16 |    |    |      |      |      |     | 4    |       | Tweede Prov. Lux. C                                      | 46                                                       |                                                                 |  |  |
|         | 1A | 1B | 1Am  | 2Am  | 3Am  | P.I | P.II | P.III | Vanaf 2016-17 zijn er 3 nationale en 2 regionale niveaus | Vanaf 2016-17 zijn er 3 nationale en 2 regionale niveaus | Vanaf 2016-17 zijn er 3 nationale en 2 regionale niveaus        |  |  |
| 2016/17 |    |    |      |      |      |     | 8    |       | Tweede Prov. Lux. C                                      | 38                                                       |                                                                 |  |  |
| 2017/18 |    |    |      |      |      |     | 1    |       | Tweede Prov. Lux. C                                      | 63                                                       |                                                                 |  |  |
| 2018/19 |    |    |      |      |      | 12  |      |       | Eerste Prov. Luxemburg                                   | 23                                                       |                                                                 |  |  |
| 2019/20 |    |    |      |      |      | 8   |      |       | Eerste Prov. Luxemburg                                   | 20                                                       | Competitie stopgezet vanwege COVID-19-virus.                    |  |  |
|         | 1A | 1B | 1Nat | 2Afd | 3Afd | P.I | P.II |       |                                                          |                                                          |                                                                 |  |  |
| 2020/21 |    |    |      |      |      | -   |      |       | Eerste prov. Lux                                         | -                                                        | Competitie na vier speeldagen geschrapt vanwege COVID-19-virus. |  |  |
| 2021/22 |    |    |      |      |      | 8   |      |       | Eerste Prov. Luxemburg                                   | 31                                                       |                                                                 |  |  |
| 2022/23 |    |    |      |      |      | 2   |      |       | Eerste Prov. Luxemburg                                   | 48                                                       |                                                                 |  |  |
| 2023/24 |    |    |      |      |      | 6   |      |       | Eerste Prov. Luxemburg                                   | 44                                                       |                                                                 |  |  |
| 2024/25 |    |    |      |      |      | 12  |      |       | Eerste Prov. Luxemburg                                   | 31                                                       |                                                                 |  |  |
| 2025/26 |    |    |      |      |      |     |      |       | Eerste Prov. Luxemburg                                   |                                                          |                                                                 |  |  |